# Za Prahu kulturní
Za Prahu kulturní je název petice organizované pražským sdružením Iniciativa pro kulturu a reagující na závažné nedostatky kulturní politiky pražského magistrátu v první polovině roku 2008. Kromě petice iniciativa zorganizovala několik akcí na protest proti zásahům pražského radního Milana Richtera (ODS), který prosazoval mimo jiné tzv. dotaci na vstupenku, v čemž ho zprvu podporoval také primátor Pavel Bém. Předmětem kritiky je však celkové nedodržování programu kulturní politiky hlavního města Prahy a nerozlišování komerčního a neziskového sektoru.
Hlavním projevem nesouhlasu s politikou magistrátu byla a dosud je petice Za Prahu kulturní, kterou k 19. červnu podepsalo již 31 230 občanů, ať již písemně, či prostřednictvím týdeníku A2 (text petice viz zde Archivováno 10. 6. 2008 na Wayback Machine.). Signatáři požadují mj. odvolání Milana Richtera a předsedu grantového výboru Ondřeje Pechy (ODS), oddělení „podpory neziskového sektoru od případné podpory podnikání v kultuře“ a zrušení plošné dotace na vstupenku. Magistrát ovšem petici odmítl projednat; reakcí iniciativy proto byly tzv. Dny neklidu započaté 25. května 2008 před Národním divadlem. V poslední den zákonné lhůty pro projednávání se pak uskutečnila demonstrace před pražským magistrátem.
Na počátku června primátor Bém změnil strategii: vytkl Richterovi některé chyby a společně s ním sepsal prohlášení, které mj. ruší kritizovanou dotaci na vstupenku. Hlavní požadavky petice – odvolání Richtera a Pechy a oddělení komerčního a neziskového sektoru – však splněny nebyly. Pecha naopak nechal z kulturního výboru odvolat dva kritiky Richterových změn a současně jediné dva členy výboru, kteří nejsou zároveň členy ODS: Karla Jecha ze Strany Zelených a Janu Ryšlinkovou ze SNK ED.